# Euphaedra inanoides
Euphaedra inanoides är en fjärilsart som beskrevs av Holland 1920. Euphaedra inanoides ingår i släktet Euphaedra och familjen praktfjärilar. Inga underarter finns listade i Catalogue of Life.